# Wildeck
Wildeck est une municipalité allemande située dans le land de la Hesse et l'arrondissement de Hersfeld-Rotenburg.

## Géographie
Cette commune se trouve en partie dans la moyenne vallée de la Werra, dans le bassin de Berka-Gerstung aux multiples sources, et en partie dans le bassin d'Obersuhl et le golfe de Kleinersee. Cette dépression est cernée de collines : au sud-ouest celle de Seulingswald, au Sud les contreforts du Rhön, à l'Est ceux de la Forêt de Thuringe et au Nord les monts de Richelsdorf, qui se rattachent au sud de la chaîne Fulda-Werra. L'agglomération mord en partie sur ce dernier massif.
Les villes voisines sont Bad Hersfeld (environ 25 km au sud-ouest) et Eisenach (25 km à l'est). Le point le plus bas de la commune est le lieu-dit In der Aue à Obersuhlt (alt. 208 m) ; le point culminant est le Rotestock à Hönebach (alt. 456 m ü. NN.

## Histoire
Le nom de la commune rappelle l'octroi de Wildeck, qui au Moyen Âge dépendait de l’Abbaye de Fulda. Cet octroi était défendu par le château fort de Wildeck, qui se dressait sur le Schlossberg près de Raszdorf.
Le site de Richelsdorf apparaît dans les sources écrites en 1277 : cette année-là, l’abbaye de Fulda le met en gage pour pouvoir adjoindre un couvent au monastère Saint-Nicolas d’Eisenach. En 1325, l’octroi est échangé aux frères Friedrich et Hermann von Colmatsch, avec l’actuel quartier d'Eisenach, Hötzelsroda, pour permettre l'extension du monastère Saint-Nicolas. Le domaine échoit en 1539 aux landgraves de Hesse. À la mort du dernier seigneur von Colmatsch, en 1562, il est définitivement rattaché à la Hesse.
La frontière déchiquetée au sud et à l'est offre encore aujourd'hui un témoignage des affrontements entre les landgraves de Hesse et de Thuringe, et les chanoines de l'Abbaye de Fulda.
L'extraction de minerai de cuivre est attestée à Wildeck depuis 1460. La mine de cobalt de Richelsdorf a été équipée en 1708. L'importance de cette mine, ainsi que celle de Friedrichshütte à Iba (zaujourd'hui un quartier de Bebra), consuisit les autorités à transférer la direction des mines du pays de Sontra à Richelsdorf.
De 1945 à 1990, la ville était limitrophe du Rideau de fer.

## Personnalités liées à la ville
- Otmar von Verschuer (1896-1969), médecin né à Wildeck.
- Margrit Klinger (1960-), athlète née à Hönebach.

## Source
- (de) Cet article est partiellement ou en totalité issu de l’article de Wikipédia en allemand intitulé « Wildeck » (voir la liste des auteurs).